# Giro del Lago Maggiore
Der Giro del Lago Maggiore (auch GP Knorr und GP Brissago) war ein Schweizer Strassenradrennen.
Das Eintagesrennen wurde ab 1982 in Brissago am Lago Maggiore ausgerichtet. Ab 2006 fand keine Austragung des Rennens mehr statt. Es war zuletzt in der Kategorie 1.2 der UCI Europe Tour organisiert.

## Siegerliste

### Männer
| - 2006 Giairo Ermeti - 2005 Mauro Santambrogio - 2004 Aitor Galdós - 2003 Raffaele Illiano - 2002 Filippo Pozzato - 2001 Paolo Bossoni - 2000 Tobias Steinhauser - 1999 Gabriele Balducci | - 1998 Luca Mazzanti - 1997 Endrio Leoni - 1996 Armin Meier - 1995 Karl Kälin - 1994 Gianvito Martinelli - 1993 Zbigniew Piątek - 1992 Thomas Wegmüller - 1991 Bruno Risi - 1990 Andrea Guidotti | - 1989 Heinz Imboden - 1988 Richard Trinkler - 1987 Daniel Gisiger - 1986 Kurt Steinmann - 1985 Guido Winterberg - 1984 Roland Spati - 1983 Peter Wollenmann - 1982 Alain Dällenbach - 1981 Viktor Schraner |

### Frauen
| - 2009 Noemi Cantele - 2008 Nicole Brändli - 2007 Noemi Cantele - 2006 Fabiana Luperini - 2005 Giorgia Bronzini - 2004 Vera Carrara - 2003 Allison Wright | - 2002 Vera Carrara - 2001 Marika Murer - 2000 Greta Zocca - 1999 Natalia Yuganiuk - 1998 Chantal Daucourt - 1997 Andrea Hänny - 1994 Luzia Zberg - 1993 Yvonne Schnorf | - 1992 Hanny Weiss - 1991 Luzia Zberg - 1989 Barbara Ganz - 1988 Edith Schönberger - 1987 Imelda Chiappa - 1986 Roberta Bonamoni - 1985 Barbara Ganz |